# Саїдпур (аеропорт)
Аеропорт Саїдпур (ІАТА: SPD, ІКАО: VGSD) (англ. — Saidpur Airport) — аеропорт у Бангладеш, в місті Саїдпур.
Розташований на широті 25°45'33", довготі 88°54'31", висота над рівнем моря — 38 м.

## Авіакомпанії і міста призначення
- Biman Bangladesh Airlines (Дака, Раджшахі)

| Прапор Бангладеш | Це незавершена стаття про Бангладеш. Ви можете допомогти проєкту, виправивши або дописавши її. |

1. ↑  Saidpur Airport. Wikipedia (англ.). 11 серпня 2023. Процитовано 31 серпня 2023.